# دريم بوكس
دريم بوكس (بالإنجليزية: Dreambox)؛ سلسلة أجهزة استقبال للبث التلفزيوني عبر الأقمار الصناعية والأرضية والكابلات الرقمية التي تعمل بنظام لينكس، من إنتاج شركة دريم للوسائط المتعددة الألمانية. (بالإنجليزية: German multimedia vendor Dream Multimedia)

## التاريخ والوصف
تم تطوير برنامج الإنتاج المستند إلى لينكس التي كانت تستخدمها دريم بوكس في الأصل لـ dbox2 بواسطة مشروع Tuxbox. وكان تصميم Dbox2 مملوكًا وزعتها شركة KirchMedia للخدمات والتلفزيون المدفوع. وبعد إفلاس شركة KirchMedia أغرقت السوق مع الصناديق المتاحة الغير المباعة لعشاق نظام لينكس. تشارك شركة دريم بوكس التصميم الأساسي لـ dbox2، وتشمل منفذ الإيثرنت ومعالج PowerPC.
البرنامج الثابت الخاص به يمكن للمستخدم أن يقوم بترقيته رسميًا نظرًا لأنه كمبيوتر يستند إلى نظام لينكس بدلاً من "تصحيح" طرف ثالث من مستقبلات بديلة. جميع الوحدات تدعم نظام DreamCrypt للوصول المشروط (CA) الخاص بـ DreamCrypt، مع وحدات CA المحاكاة بالبرمجيات (CAMs) المتاحة للعديد من أنظمة CA البديلة. تسمح واجهة الإيثرنت المدمجة لأجهزة الكمبيوتر المتصلة بالشبكة بالوصول إلى التسجيلات الموجودة على الأقراص الثابتة الداخلية في بعض طرز Dreambox. كما أنه يمكّن جهاز الاستقبال من تخزين نسخ رقمية من تدفقات نقل DVB MPEG على أنظمة الملفات الموزعة أو بث التدفقات مثل IPTV لعملاء VideoLAN وكودي (برمجيات). وعلى عكس العديد من أنظمة DVR القائمة على أجهزة الكمبيوتر التي تستخدم نوعًا مجانيًا من بطاقات مستقبل DVB، فإن الوصول المشروط المدمج يسمح باستلام وتخزين المحتوى المشفر.
في عام 2007 ، قدمت شركة Dream Multimedia أيضًا جهاز استقبال Dreambox غير قائم على Linux و DM100 وهو الوحيد حتى الآن، ولا يزال يتميز بمنفذ الإيثرنت. وهو الوحيد الذي يحتوي على منفذ USB-B للخدمة بدلاً من موصلات RS-232 أو USB الصغيرة الموجودة في الطرز الأخرى. وعلى عكس جميع طرز Dreambox الأخرى ، فإنه يتميز بوحدة المعالجة المركزية STMicroelectronics بدلاً من PowerPC أو MIPS.

## طرازات Dreambox
تتوفر عدد من الطرز المختلفة من Dreambox. الأرقام ملحقة بـ -S هي للقمر الصناعي ، و -T للأرضي و -C للكابل:
| دي أم                             | 7000                      | 56 خ 0                    | 500 (+)       | 500HD             | 600           | 7020                      | 7025 (+)            | 800               | 8000                                | 100       |
| --------------------------------- | ------------------------- | ------------------------- | ------------- | ----------------- | ------------- | ------------------------- | ------------------- | ----------------- | ----------------------------------- | --------- |
| الإنتاج                           | discontinued              | discontinued              | 500+ avail.   | قالب:Q3/2009      | available     | available                 | 7025+ avail.        | available         | available                           | available |
| دورة الحياة                       | 2003 --                   | ؟ --                      | 2006 --       | 2009 --           | 2007 --       | ؟ --                      | 2005 --             | 2008 --           | 2008 --                             | 2007.     |
| شركة نفط الجنوب                   | STB04500                  | STB04500                  | STB × 25 س س  | BCM7405           | STB × 25 س س  | STB04500                  | إي أم دي كزيلون 226 | بروأدكم 7401      | بروأدكم 7400                        | ؟         |
| نوع وحدة المعالجة المركزية        | قدرة شرائية               | قدرة شرائية               | قدرة شرائية   | خطط تنفيذ البعثات | قدرة شرائية   | قدرة شرائية               | خطط تنفيذ البعثات   | خطط تنفيذ البعثات | خطط تنفيذ البعثات                   | ؟         |
| وحدة المعالجة المركزية (ميغاهرتز) | 252                       | 252                       | 252           | 400               | 252           | 252                       | 300                 | 300               | 400                                 | ؟         |
| ذاكرة الوصول العشوائي (صالحه)     | 64                        | 64                        | 96            | 256               | 96            | 96                        | 128                 | 256               | 256                                 | 256       |
| فلاش (صالحه)                      | 8%                        | 8%                        | 32            | 64                | 32            | 32                        | 32                  | 64                | 256                                 | 64        |
| فلاش من نوع                       | النرويج                   | النرويج                   | النرويج       |                   | ناندو         | ناندو                     | ناندو               | ؟                 | ناندو                               | ؟         |
| نظام التشغيل الافتراضي            | enigma1                   | enigma1                   | enigma1       | Enigma2           | enigma1       | enigma1                   | Enigma2             | Enigma2           | Enigma2                             | ؟         |
| بث الفيديو الرقمي                 | 1 × دإ                    | 1 × دإ                    | 1 × ق / ج / ت | 1 × S2            | 1 × ق / ج / ت | 1 × دإ                    | 2 × ق / ج / ت       | دإ + S2 / ج / ت   | 2 × دإ + S2 (2x ق / ج / تي اختياري) | 1 × دإ    |
| [[[هدتف]]]                        | لا                        | لا                        | لا            | نعم               | لا            | لا                        | جُزئيٌّ                | نعم               | نعم                                 | لا        |
| واجهة مشتركة                      | 1                         | 2                         | 0             | 0                 | 0             | 1                         | 1                   | 0                 | 4                                   | 0         |
| فلاش مدمج                         | 1                         | 0                         | 0             | 0                 | 0             | 1                         | 1                   | 0                 | نعم                                 | 0         |
| بطاقة ذكية                        | 2                         | 1                         | 1             | 1                 | 1             | 2                         | 2                   | 1                 | 2                                   | 1         |
| الناقل التسلسلي العالمي           | 1.1                       | لا                        | لا            | 2.0               | لا            | 1.1                       | 1.1                 | 2.0               | 2.0                                 | 2.0       |
| الشبكة المحلية (ميغابت / ثانية)   | 100                       | 100 (DM5620)              | 100           | 100               | 100           | 100                       | 100                 | 100               | 100                                 | 100       |
| الأقراص الصلبة                    | 3.5"                      | لا                        | لا            | eSATA             | 2.5"          | 3.5"                      | 3.5"                | 2.5"              | 3.5"+DVD                            | لا        |
| اتا                               | parallel                  | لا                        | لا            | serial            | parallel      | parallel                  | parallel            | serial            | serial                              | لا        |
| الترددات اللاسلكية وزارة الدفاع.  | لا                        | نعم                       | لا            | لا                | لا            | نعم                       | نعم                 | لا                | لا                                  | ؟         |
| سكارت                             | 2                         | 2                         | 1             | 1                 | 1             | 2                         | 2                   | 1                 | 2                                   | 1         |
| واجهة رقمية مرئية                 | 0                         | 0                         | 0             | HDMI              | 0             | 0                         | 0                   | 1(HDMI)           | 1(HDMI)                             | 0         |
| يعرض                              | شاشة العرض البلوري السائل | شاشة العرض البلوري السائل | لا            | لا                | لا            | شاشة العرض البلوري السائل | OLED                | OLED              | OLED                                | لا        |

### دي أم 7000

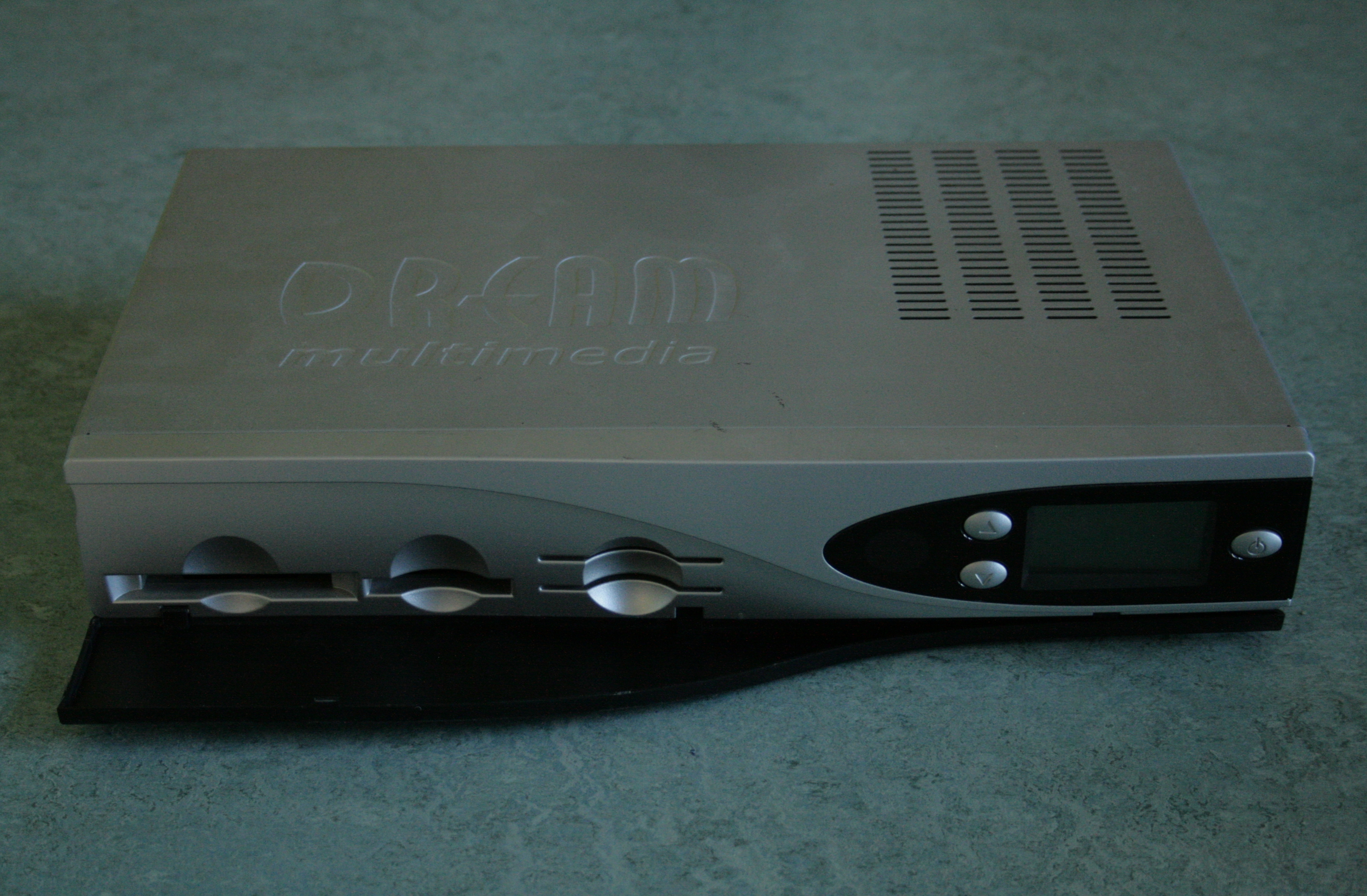
دي أم 7000 - دإ

يرتكز دي أم 7000 حول آي بي إم STB04500 تحكم، ويضم معالج باور فرعي وMPEG أجهزة فك التشفير، لديها 64 ميغابايت من ذاكرة الوصول العشوائي، 8 ميغابايت من ذاكرة فلاش النرويج (القابل للتنفيذ مباشرة)، وعام واجهة وفتحة مزدوجة البطاقة الذكية القارئ، وهو فلاش مدمج قارئ بطاقة و[أوسب] 1.1 منفذ، وبيئة تطوير متكاملة (المعروف أيضا باسم باتا) واجهة لالحاق 3.5 الداخلية "محرك القرص الثابت لتحويل وحدة في تسجيل فيديو رقمية. يقبل فقط 230 فولت تيار متردد.
لأن محمل التمهيد يقيم في ذاكرة فلاش، وهذا قد يتطلب استخدام نموذج لJTAG في حالة سيئة اللمعان الذي دمر محمل التمهيد. ومع ذلك، ومضة السيئة تحدث في إطار سيناريوهات نادرة، ونادرا ما—قرب أبدا ستحتاج إلى JTAG.

### 5600 دي أم، 5620 دي أم
كان هناك 5600 دي أم، وأيضا نموذج 5620 دي أم. والفرق الوحيد هو أن دي أم 5620 وشملت منفذ إيثرنت. على خلاف ذلك، ودي أم 56X0 النماذج هي خفض إصدار دي أم 7000 دون وجود واجهة بيئة تطوير متكاملة. فعلوا، ومع ذلك، تتضمن المغير الترددات اللاسلكية مما يسمح لهم ليتم استخدامها مع أجهزة التلفاز القديمة التي تفتقر إلى سكارت موصل.

### دي أم 500، دي أم 500 +، دي أم 500 إيتش دي
ودي أم 500 هو الخلف للدي أم 5620 وأصغر وأرخص بوكس. يستند إليها في جميع أنحاء آي بي إم STBx25xx الرقمية إنشاء صندوق رأس المتكاملة المراقب المالي، ويضم خصوصا على 252 ميغاهرتز الفرعي معالج باور، الأجهزة إم بي إي جي 2 فك تشفير الفيديو والصوت واجهات البطاقة الذكية. ودي أم 500 ميزات 32 ميغابايت من ذاكرة الوصول العشوائي ومبلغ غير محدد من ذاكرة فلاش، وربما 8 ميغابايت، بالنظر إلى أن الصور الثابتة هي حوالي 5 ميغابايت. فقد المميزات القياسية حرة على الهواء (مجانا) استقبال الأقمار الصناعية، بالإضافة إلى واسعة إيثرنت سريعة الشبكات الاتصالية واحد قارئ البطاقة الذكية. فإنه لا ميزة 7 - الجزء عرض الصمام، التي توجد عادة في فك الرموز اتفاقية التجارة الحرة الأخرى.
كما لديه القدرة على استخدامها على الأقمار الصناعية الرقمية، والكابل والبث الأرضي (المعروف أيضا باسم DVB - قاف، DVB - جيم، التولوين).
إصدارات مزيفة من دي أم500 - دإ هي واسعة الانتشار ، نتيجة لذلك، أدخلت دريم ملتيميديا في دي أم 500 +، مع تغييرات في محاولة لمنع مزيد من التزوير. ودي أم 500 + النموذج 96 ميغابايت من ذاكرة الوصول العشوائي بدلا من 32، و 32 ميغابايت من ناندو بدلا من 8 من فلاش النرويج. وهذا يجعل من مماثل لنموذج دي أم 600 مسجل. فإنه لا يتوفر إلا في DVB - دإ الإصدارات.
توجد أيضا استنساخ القانونية، التي تتمحور حول نفس السلعة آي بي إم رقاقة شركة نفط الجنوب، وبالتام يقترب من بالتة من لينكس، وفلا/ مايو 26th، 2009. سيكون السعر ما بين € 350 و€ 400.

### موديل 7020
من موديل 7020 هو أساسا محدثة دي أم 7000 مع 96 ميغابايت من ذاكرة الوصول العشوائي، 32 ميغابايت من ناندو (مثل القرص) والمغير الترددات اللاسلكية. تغييرات وقدمت أيضا على الجانب البرمجيات، والاستفادة من فتح المضمنة قاعدة لنظام التشغيل لينكس.
لأن ذاكرة فلاش من هذا النموذج هو غير مباشرة للتنفيذ، على محمل التمهيد الأساسي يكمن في المضغوط، ويمكن استرداد معطوب الثانوية محمل التمهيد في ومضة من قبل التحميل من المنفذ التسلسلي.

### موديل 7025، موديل 7025 +
من موديل 7025 يشبه دي أم 7020 ولكن مع القدرة على إضافة ثانية «المفاجئة في» موالف الذي يجعل من الممكن لمشاهدة برنامج واحد في حين تم تسجيل آخر. فمن الممكن لتغيير وحدة موالف، أي اختيار بين اثنين من الأقمار الصناعية والكابلات الأرضية أو الإصدارات.
داخليا، ويتميز إي أم دي كزيلون 226 على اساس النظام على رقاقة من أيه تي آي، دمج 300 ميغاهرتز خطط تنفيذ البعثات وحدة المعالجة المركزية الأساسية بدلا من باور التقليدية الموجودة في الموديلات الأخرى، ولها 128 ميغابايت من ذاكرة الوصول العشوائي. ويستخدم Enigma2، وهذا هو إعادة صياغة كاملة للأصلي لغز واجهة المستخدم الرسومية، وما زال مستمرا من خلال آلام متزايدة من الميزات التي كانت موجودة في لغز تضاف إلى Enigma2. Enigma2 هو بيثون القائم بدلا من جيم رمز.
موديل 7025 قادر أيضًا على فك تشفير MPEG 2 [هد] لسوء الحظ، يجب خفض سرعة التشغيل إلى 480i أو 576i للعرض. تعمل دقة 720p بشكل رائع ولكن دقة 1080i يمكن أن تتلعثم في المشاهد سريعة الحركة.
تتميز موديلات 7025 + بشاشة عرض بدلُا من ( شاشة LCD واحدة) وزر إخراج في فتحة واجهة مشتركة، ومصد طاقة محسنة.

### موديل 600 بفر
في موديل 600 مسجل هو نفس حجم صغير كما في موديل 500، بل أن يشمل واجهة بيئة تطوير متكاملة تسمح لإضافة 2.5 الداخلية "كمبيوتر محمول من نوع محرك القرص الثابت. في الخارج فإنه يضيف ذلك الفيديو الناتج موصل ومنفذ مودم تناظري. انها تتمحور حول نفس آي بي إم STBx25xx تحكم متكامل، ولكن ملامح 32 ميغابايت من فلاش و 96 ميغابايت من ذاكرة الوصول العشوائي، التي هي 64 ميغابايت للمستخدم الوصول إليها. فمن الممكن لتغيير وحدة موالف، واختيار بين الأقمار الصناعية والكابلات الأرضية والإصدارات. لا يزال هناك واحد فقط SCART موصل وليس 7 - الجزء الصمام عرض، مجرد 2 مركز الأضواء. وقدمت وحدة التحكم عن بعد هي نفس واحدة مزودة 7000، 7020 و 7025، ويسمح أحد للسيطرة على التلفزيون كذلك.

### 800 دي أم [هد] بفر
هذا هو أساسا عالية الوضوح نسخة من موديل 600 مسجل، ويضم أحد موالف DVB قابل للتوصيل (دإ / S2، جيم أو تي)، على بعد 300 ميغاهيرتز خطط تنفيذ البعثات المعالج، و 64 ميغابايت ليالي من ذاكرة فلاش، و 256 ميغابايت ليالي من ذاكرة الوصول العشوائي وغرفة لل لساتا الداخلية 2.5 "القرص. 

كما أنها سمات واحدة دفي لهدمي كابل، واثنين من [[[أوسب]]|[أوسب]]] 2.0، أحد يساتا واحد 10/100 ميغابت / ثانية إيثرنت الواجهات. 

ولديه عرض لقد اخترت.

### دي أم 8000 [هد] بفر
وهذا هو الذي طال انتظاره عالية الوضوح مسجل. مثل دي أم - 7025، أنها تدعم وحدات موالف قابل للتوصيل. بالإضافة إلى عالية الوضوح، كما يمكن أن يكون محرك أقراص دي في دي (فتحة في). وفقد 2.0.... جسديا في مربع واحد فقد دفي الميناء، ولكن مع الموردة دفي لهدمي كابلات تحصل هدمي.
هذا المنتج أصلا أعلنت أن تكون متاحة في بداية عام 2007، ولكن من تاريخ الإفراج عنه تراجع. الإفراج الفعلي اليوم هو 12.12.2008  ملامح المخطط نقحت كذلك. في الأصل، كان من المفترض أن يكون هذا النموذج 128 ميغابايت من ذاكرة الوصول العشوائي (الآن 256)، 32 ميغابايت من فلاش (الآن 256 ميغابايت) و 300 ميغاهيرتز (400 ميغاهيرتز الآن بروأدكم 7400)  لينكس الأخرى المستندة إلى [هد] الاستقبال أصبحت متاحة في الوقت الحالي.

## البديل الثابت والمكونات الإضافية
يتم تركيبه في المصنع التوزيع على بوكس هي في معظمها منشورة تحت رخصة جنو العمومية العامة (الترخيص)، ويستخدم معيار لينكس واجهة برمجة التطبيقات 'ق، بما في ذلك لينكس DVB API لينكس الأشعة تحت الحمراء وجهاز التحكم عن بعد (LIRC). وهناك عدة نماذج (7025، 800 و 8000) يستخدم جي ستريمر كإطار للوسائط المتعددة. هذا التكوين يشجع المتحمسين لتعديل وظائفهم، ولا سيما في شكل صور ما .

## وصلات خارجية
- (بالإنجليزية) AllAboutDreambox.com
- الصانع المفضل
- الصفحة الرئيسية dreambox.info
- بوكس البرمجيات الحرة التنزيلات
- لينكس DVB API
- إي أم دي كزيلون 226 درجة عالية من التكامل المزدوج عالية الوضوح وحدة فك ترميز MPEG لدتف والتطبيقات STB
- بروأدكم BCM7400 المزدوج AVC/MPEG-2/VC-1/MPEG-4 جزء 2/DiVX [هد] فيديو رقمي النظام على اساس واحد في الحل تشيب لالأقمار الصناعية، والملكية الفكرية، وكبل مع ووتش، وسجل دفر
- منتدى الدعم الإيطالي الإنكليزي نسخة محفوظة 1 أغسطس 2009 على موقع واي باك مشين.
- منتديات دريم بوكس